# جيرترود فالك
كانت جيرترود فالك (24 أغسطس 1925 - 9 مارس 2008)، عالمة فيزيولوجيا أمريكية، وكانت أستاذةً لعلم وظائف الأعضاء في جامعة كوليدج لندن، وأول امرأة تعمل في مجالها في كلية الطب بجامعة كاليفورنيا في لوس أنجلوس.
ولدت لأبوين مهاجرين في الولايات المتحدة، وكانت الأولى في عائلتها التي التحقت بالجامعة، وحصلت على بكالوريوس العلوم ودكتوراه في الفلسفة. عملت فالك في كلية الطب بجامعة إلينوي وجامعة واشنطن وكلية الطب بجامعة كاليفورنيا في لوس أنجلوس. بحثت هي وعالم الأعصاب بول فات في الفيزياء الحيوية الخلوية لاكتشاف كيفية تحويل شبكية العين للضوء إلى إشارات كهربائية، وعملت لاحقًا جنبًا إلى جنب مع جوناثان أشمور لإثبات أنه يمكن زيادة استجابات الضوء بشكل كبير عند سينسيز بين خلية قضيب ثنائي القطب وخلية مستقبلات ضوئية.

## السيرة الشخصية
ولدت جيرترود فالك في بروكلين، مدينة نيويورك في 24 أغسطس 1925. دخلت والدتها ليتوانية الولايات المتحدة في سن السادسة عشرة قادرة فقط على التحدث باليديشية، وكان والدها المهاجر يدير متجر لبيع الفراء خلال فترة الكساد الكبير. كان لفالك أخت واحدة عملت حارسة في متجر والدها وساعدته على إخفاء العمال غير المنتمين إلى النقابات في الخزانة عندما زار المفتشون المحل. أعلنت فالك عن رغبتها في الالتحاق بالجامعة رغم أن والديها التقليديين اعترضوا على ذلك ومع ذلك فقد أصبحت أول فرد في عائلتها يلتحق بالجامعة بالتسجيل في كلية أنطاكية بولاية أوهايو وهي إحدى الجامعات القليلة التي لا تمنع الطلاب السود وفرض حصص على اليهود تخرجت فالك من الكلية بدرجة بكالوريوس في العلوم عام 1947. وذهبت للدراسة في جامعة شيكاغو حيث أجرت أبحاثًا بعد التخرج عن إدرار البول (زيادة إنتاج البول بواسطة كليتي الجرذان) وحصلت على دكتوراه في الفلسفة.
بدأت فالك مسيرتها الأكاديمية في كلية الطب بجامعة إلينوي، حيث عملت من 1952 إلى 1953، قبل أن تنتقل إلى جامعة شيكاغو كمدربة في العلوم الطبيعية بين عامي 1953 و1954 انتقلت إلى جامعة واشنطن سياتل في عام 1954 حيث عملت كمدرسة ولاحقًا كمساعدة لأستاذ الباراسيتامول. تركت فالك جامعة واشنطن عام 1961. في ذلك العام سافرت إلى إنجلترا كزميلة في غوغنهايم للانضمام إلى قسم الفيزياء الحيوية في مدرسة طب كلية لندن الجامعية، لتصبح أول امرأة تشغل كرسيًا احترافيًا في القسم. هناك عملت فالك على السعة العالية للعضلات البشرية مع زميلها عالم الأعصاب بول فات. استخدم الاثنان تقنيتين لتسجيل القطب  تتطلبان شاملًا للفيزياء الحيوية الحقيقية التي تشرح كيف تقوم شبكية العين بتحويل الضوء إلى إشارات كهربائية. تم التوصل إلى استنتاج أن الأغشية الداخلية تمثل نفس السعة العالية.
عملت أيضًا مع أندرو فيلد هكسلي عام 1963 وبرنارد كاتز عام 1970. بحثت فالك وفت لاحقًا في الفيزياء الحيوية الخلوية لزيادة الوعي بالنقل الضوئي لشبكية العين. في عام 1974، عملت فالك والفيزيائي جوناثان أشمور في مرحلة ما بعد الدكتوراه لإثبات أن استجابات الضوء يمكن أن تزداد بشكل كبير عند التركيب بين الخلية ثنائية القطب وخلية المستقبلات الضوئية. خلال التسعينيات، كانت هي وريتشارد شيلز رائدين في استخدام الأقطاب الكهربائية الدقيقة لتحليل خلية ثنائية القطب منفردة.
خارج عملها الأكاديمي كانت فالك عضوة منذ عقود في حزب العمال في هامبستيد، وتعمل في الحملات وجمع التبرعات من منزلها في هامبستيد هيل جاردنز. ومع ذلك فقد عارضت غزو العراق وحزب العمل الجديد عام 2003،  والتي وصفها زملاؤها في الحزب بأنها "ابتعد عنها الحزب". قامت فالك بحملة مكثفة لدعم خدمة الصحة الوطنية (NHS)، واحتجت على التهديد المتصور بخصخصتها والتي كانت تخشى أن تخلق حالة تكون فيها "خدمة أمريكية" حيث يتعين على الناس دفع تكاليف الرعاية الصحية من خلال التأمين كما حدث مع أطباء الأسنان في هذا البلد ".
كانت موقعة على أصدقاء البريطانيين للسلام الآن واليهود من أجل العدالة للفلسطينيين،  وكانت أمين صندوق مابام المملكة المتحدة (الآن ميرتس المملكة المتحدة). وكانت فالك داعمة قوية لإسرائيل وانسحاب قواتها العسكرية من الضفة الغربية وقطاع غزة. في عام 2007 كتبت فالك إلى كامدن نيو جورنال عن التخفيضات في ميزانية خدمات الصحة العقلية للمستشفيات في كامدن تاون. أمضت هي واثنان من أصدقائها معظم العام في الاحتجاج خارج مستشفى رويال فري. توفيت فالك بعد صراع قصير مع المرض في 9 مارس 2008،  وأقيمت جنازة في غولدرز جرين في 17 مارس.

## الشخصية والحياة الشخصية
وصفت لورانس جوفي فالك من صحيفة الغارديان بأنها «صغيرة الحجم» و«محادثة أسطورية». كانت صريحة، ولديها روح الدعابة، والتعاطف مع أولئك الأفراد الذين يعتبرون المستضعفين، ووصفها أصدقاؤها وزملاؤها بأنها «شخصية كريمة ودافئة ومليئة بالتحديات الفكرية». تزوجت فالك لفترة وجيزة من بول فات، وأنجبت منه ابنة، وبقي الاثنان بشروط ودية بعد الطلاق.

## الميراث
تم إنشاء جائزة STS جيرترود فالك من قبل كلية لندن الجامعية تكريماً لها لمنحها «أعلى أداء عام خلال أي سنة من سنوات STS iBSc».